# Eva Leimbergerová
Eva Leimbergerová (* 3. března 1982 Brno) je česká herečka.

## Životopis
Po studiu pražské DAMU absolvovala roční stáž na Pařížské státní konzervatoři. Její první velkou filmovou rolí byla Anna v televizním filmu Pán hradu. V roce 2012 ztvárnila Šárku ve filmu Vladimíra Michálka Posel. S Michálkem opět spolupracovala v roce 2015, kdy vytvořila jednu z hlavních postav v seriálu Mamon. Kromě toho si zahrála menší role v televizních seriálech Přešlapy, Vraždy v kruhu, Policie Modrava, Život a doba soudce A. K. a Specialisté.

## Filmografie
| Rok  | Název                       | Role                     | Poznámky                                        |
| ---- | --------------------------- | ------------------------ | ----------------------------------------------- |
| 1999 | Pán hradu                   | Anna                     | televizní film                                  |
| 2000 | Ene bene                    | studentka                |                                                 |
| 2001 | Zlatý chlieb                | Ľubka                    | televizní film                                  |
| 2004 | Silný kafe                  | Eva                      |                                                 |
| 2005 | Krev zmizelého              | Belgičanka               |                                                 |
| 2008 | Kdopak by se vlka bál       | paní učitelka            |                                                 |
| 2009 | Přešlapy                    | Anička                   | televizní seriál                                |
| 2011 | Smrt dopoledne              | Sylva                    |                                                 |
| 2011 | Okno do hřbitova            | fyzioterapeutka          | televizní seriál, epizoda: „Milenka mrtvého“    |
| 2012 | Posel                       | Šárka                    |                                                 |
| 2012 | Smíchov pláče, Brooklyn spí | Eva                      |                                                 |
| 2012 | Muž, který se směje         | dívka u dvora            |                                                 |
| 2013 | Škoda lásky                 | Bára                     | televizní seriál, epizoda: „Miška je kouzelná“  |
| 2015 | Mamon                       | Stella Němečková         | televizní seriál, hlavní role                   |
| 2015 | Policie Modrava             | Zorka                    | televizní seriál, 3 epizody                     |
| 2015 | Vraždy v kruhu              | Anna Neumaierová         | televizní seriál, epizoda: „Láska je černý kůň“ |
| 2015 | Dítě číslo 44               | Mikhailova matka         |                                                 |
| 2015 | „Nafrněná“                  |                          | videoklip                                       |
| 2016 | Prázdniny v Provence        | Klára                    |                                                 |
| 2017 | Život a doba soudce A. K.   | Mirka                    | televizní seriál                                |
| 2017 | Specialisté                 |                          | televizní seriál                                |
| 2018 | Polda                       | vyšetřovatelka GIBS      | televizní seriál, epizoda „Samí zrádci“         |
| 2019 | Linka                       | PhDr. Jolana Motýlová    | televizní seriál                                |
| 2020 | Specialisté                 | kpt. JUDr. Jana Šafářová | televizní seriál                                |

## Divadelní role (výběr)
- 2005 – Václav Havel: Žebrácká opera, Polly, Švandovo divadlo na Smíchově, režie Michal Lang
- 2010 – Henrik Ibsen: Heda Gablerová, Tea Elvstedová, Švandovo divadlo na Smíchově, režie Daniel Špinar
- 2010 – Bård Breien: Kurz negativního myšlení, Marte, Švandovo divadlo na Smíchově, režie Daniel Hrbek
- 2011 – Mariusz Szczygieł, Petr Štindl, Dodo Gombár: Gottland (Masky tragické bezradnosti), Zorka Babková, Švandovo divadlo na Smíchově, režie Petr Štindl